# Kvarteret Noe ark

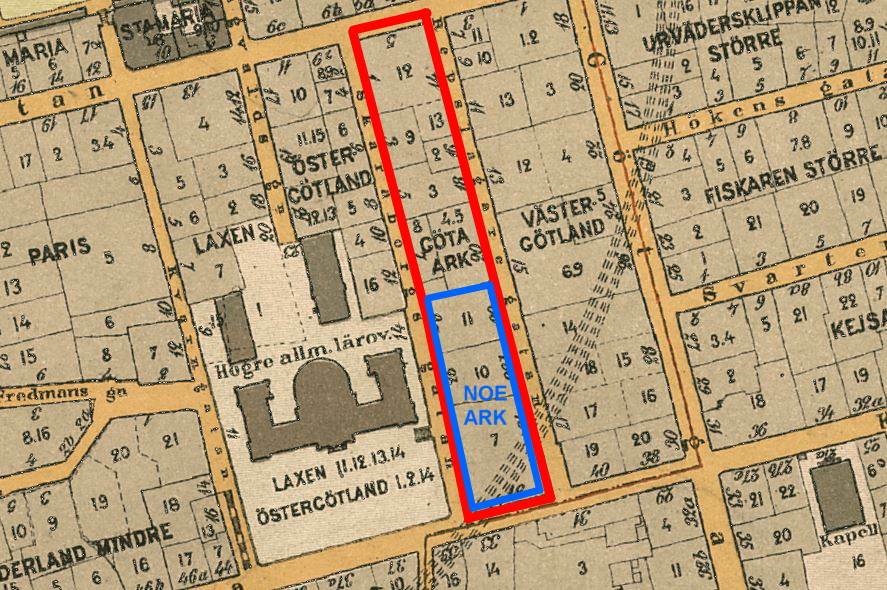
Kvarteret Göta ark 1909 (röd) med det nybildade Noe ark (blå).

Kvarteret Noe ark ligger på Södermalm i Stockholm. Kvarteret begränsas i öster av Repslagargatan, i söder av Högbergsgatan och i väster av Skaraborgsgatan. I norr vidtar kvarteret Skaraborg. Kvarteret Noe ark bildades 1989 och uppkallades efter en krog med samma namn. Kvarteret motsvarar den södra delen av det tidigare kvarteret Göta ark.

## Kvarteret

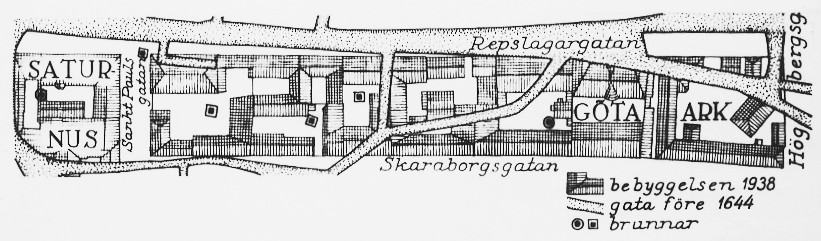
Kvarteret Göta ark, med byggnader 1938 och gator från före 1644 (norr är till vänster).

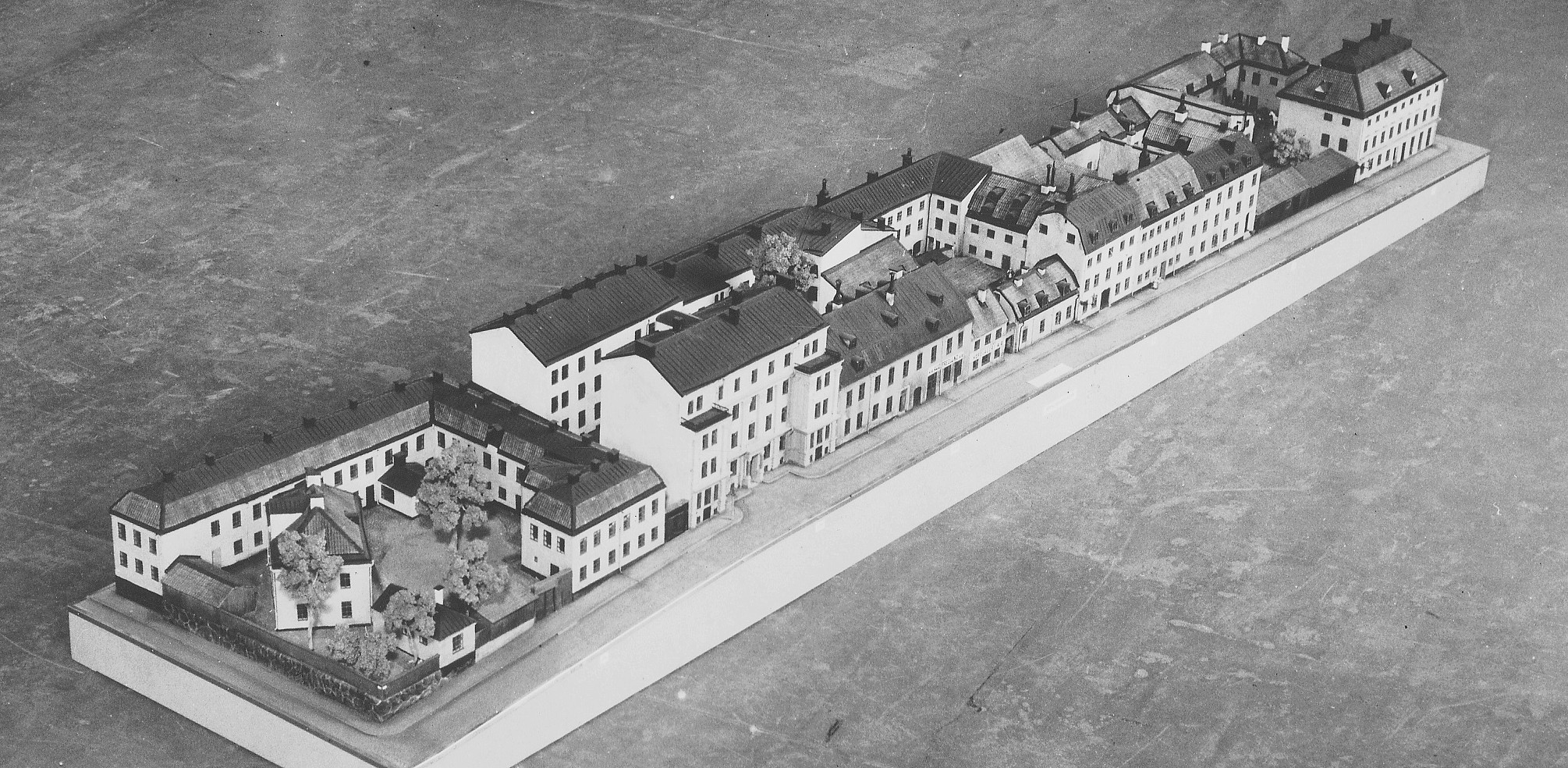
Modell över kvarteret Göta ark, 1940.

Det långsmala kvarteret fick sin form och utsträckning i samband med gaturegleringarna som började på Södermalm på 1640-talet (se Stadsplanering i Stockholm). En rekonstruktion visar gatusträckningar före regleringen. Tvärs över det blivande kvarteret ledde några mindre stigar. Skaraborgsgatan och Högbergsgatan fanns inte. Föregångaren till Repslagargatan, som 1569 är känd som Reperagattun, delades innan den nådde Högbergsgatan. Repslagargatan fick sitt namn efter ett repslageri som låg här på medeltiden.
På Petrus Tillaeus karta från 1733 hade kvarteret namnet Göta Arch (nr 70) och sträckte sig från  Högbergsgatan i söder till Sankt Paulsgatan i norr. 1909 bestod kvarteret av tio fastigheter huvudsakligen bebyggda på 1700- och 1800-talen. Så var det fram till 1930-talet.
Kvarteret och dess bebyggelse utplånades fullständigt när Södergatan grävdes fram genom Södermalm. Anledningen var en generalplan från 1928 där staden fattade beslut om att anlägga en ny större gata mellan Medborgarplatsen och Riddarholmen parallellt med och väster om Götgatan som inte ensamt klarade Stockholms växande nord-syd-trafik. Speciellt det norra avsnittet med Götgatsbacken ansågs vara besvärligt ut trafiksynpunkt. Schaktarbetena påbörjades 1937 och blev fördröjda genom andra världskriget. Först 1959 var den nya trafikleden färdig. Därmed försvann även kvarteret Göta ark ur stadens kartor. Göta ark återkom dock igen på 1940-talet i nytt läge lite längre söderut som den västra delen av kvarteret Nederland (se Göta Arkhuset).
Kommunstyrelsen i Stockholm beslöt 1984 att låta överdäcka Södergatan mellan Hornsgatan och Högbergsgatan och där uppföra bostadshus med cirka 230 lägenheter. Kvarteret återskapades på 1980-talet och Södergatan blev till Söderledstunneln. Samtidigt bildades två nya kvarter: Noe ark (för den södra delen) och Skaraborg (för den norra delen). En detaljplan för området vann laga kraft 1988 och därefter uppfördes en småskalig stadsbebyggelse efter ritningar av Riksbyggens arkitektavdelning.

## Kvarteret då och nu

Kvarteret Göta ark / Noe ark sett från Högbergsgatan, vy mot norr
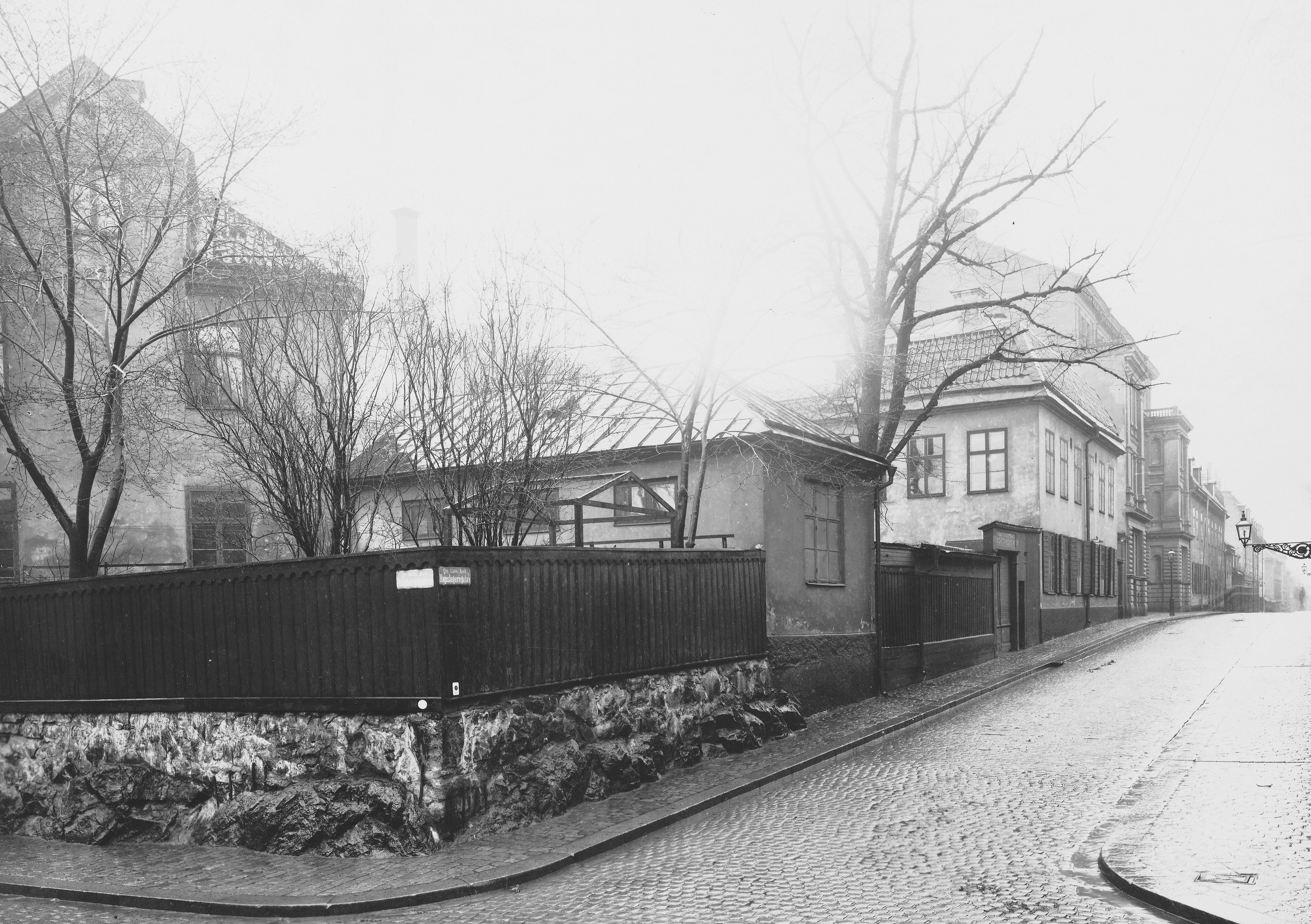
Kvarteret Göta ark (dagens Noe ark), 1904.
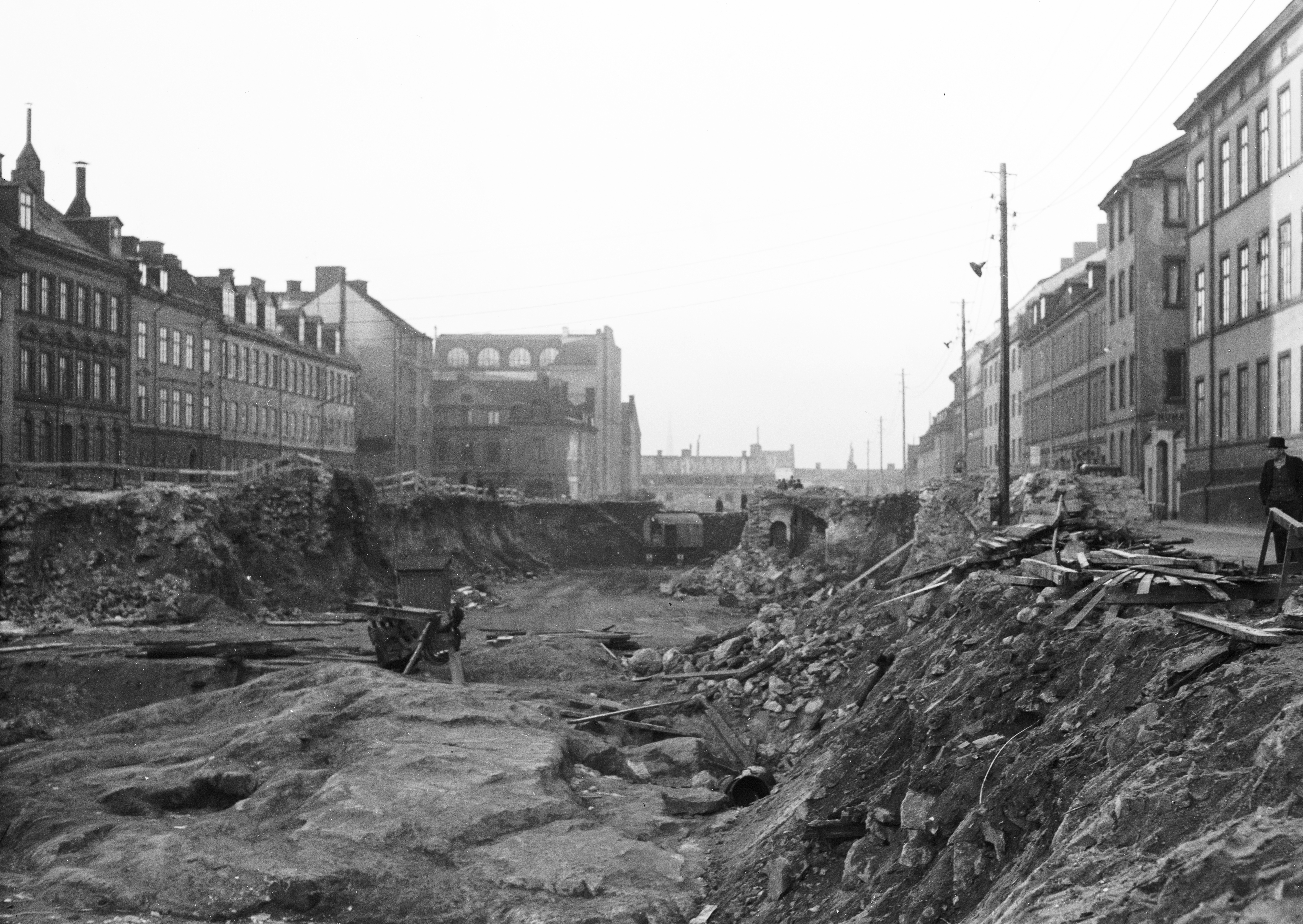
Här rivs kvarteret Göta ark, 1939.
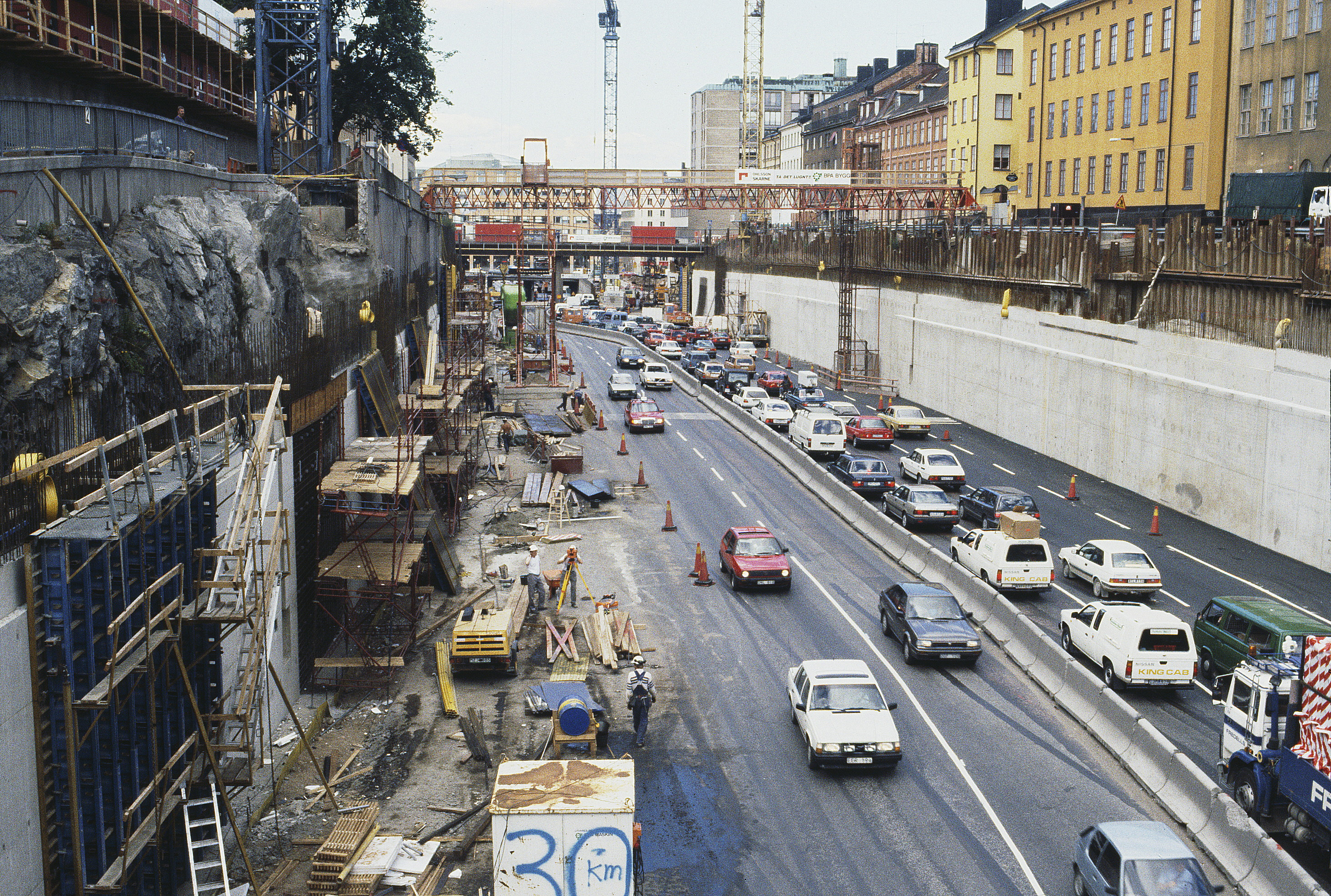
Överdäckningen av Södergatan, 1980-talet.
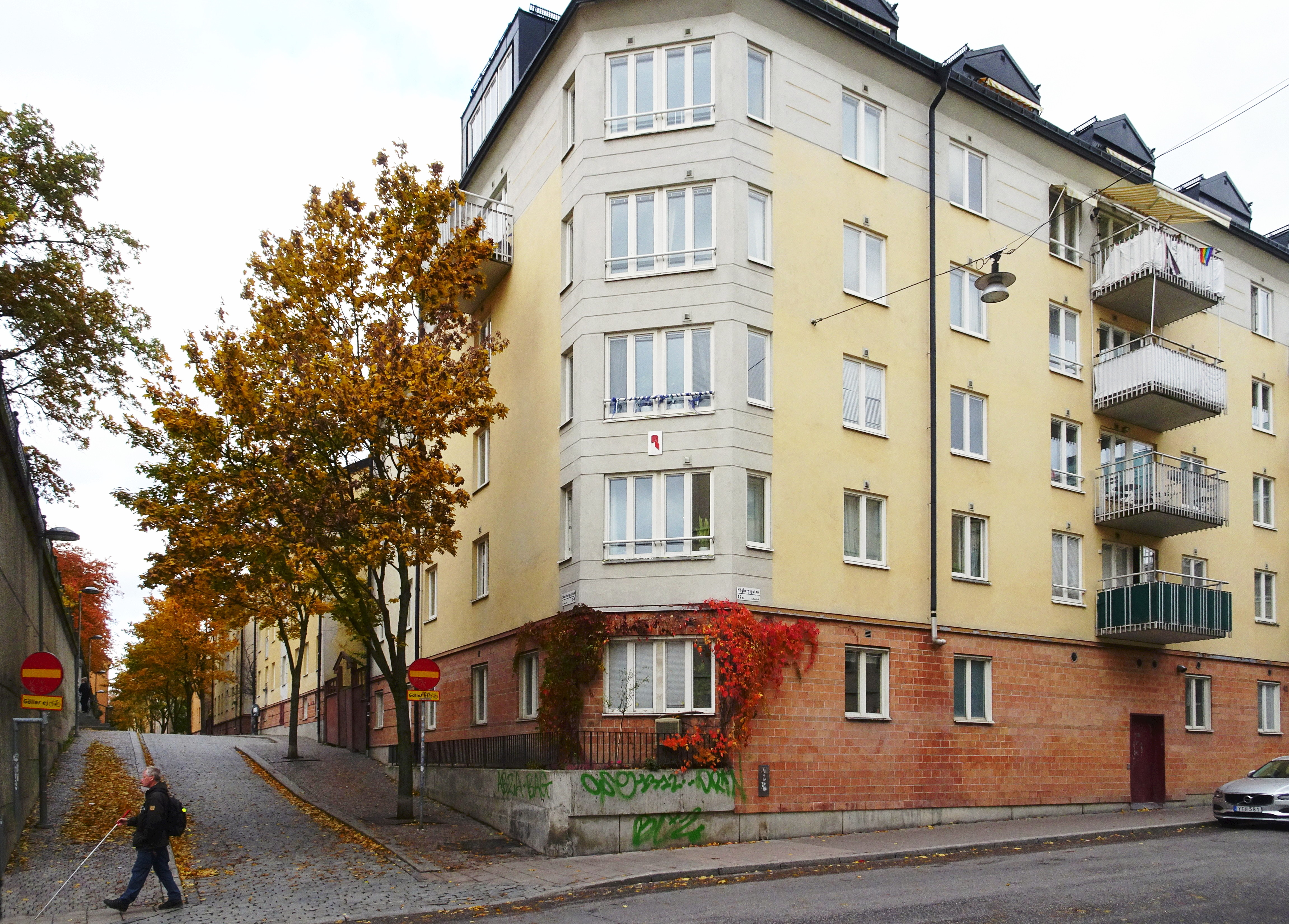
Kvarteret Noe ark, oktober 2019.

## Krogen Noe ark

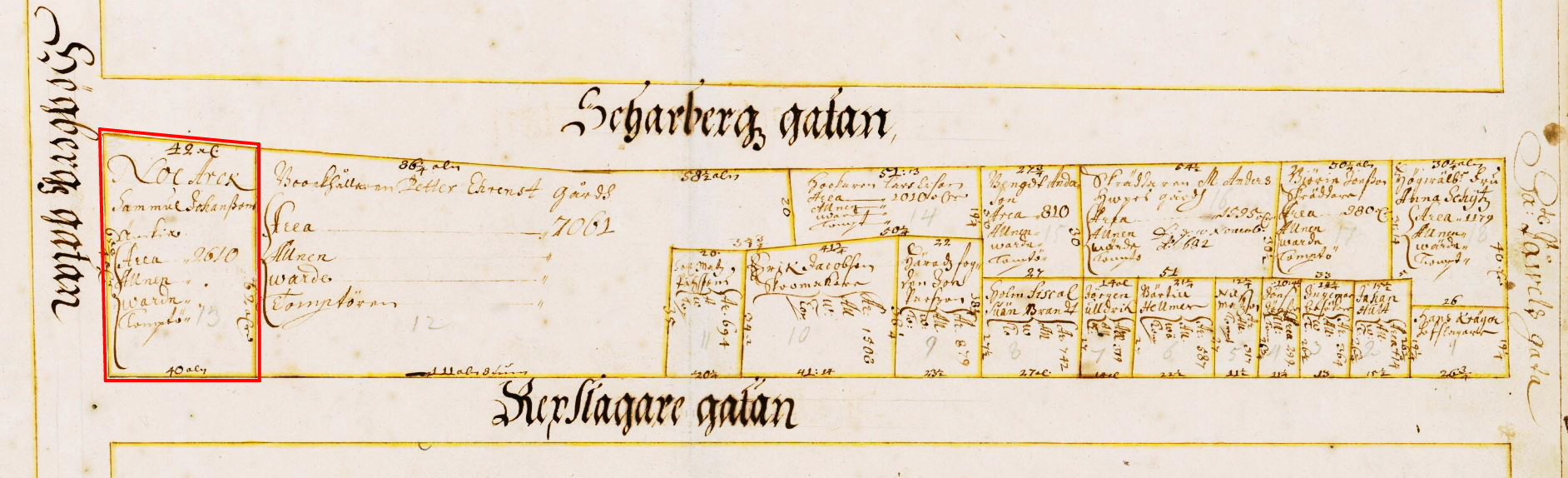
"Noe Arck" i kvarteret Göta ark, Holms tomtbok 1679 (norr är till höger).

Längst i söder, mot Högbergsgatan, låg en krog kallad ”Noe ark” eller ”Noa ark” och namngiven efter Noas ark. Den drevs på 1670-talet av vinskänken Samuel Johansson vilken den 1 april 1671 erhållit fastebrev på stenhuset Noe ark, beläget ”ytterst på Repslagaregatan”. Johansson avled 1673 och hans änka Judit Larsdotter övertog verksamheten. I Holms tomtbok från 1679 redovisas stället som Noe Arck tillhörande Samuel Johanssons änka.
Byggnaden syns på Petrus Tillaeus karta från 1733 där den kallas Romans Noæ ark. Krogen Noe ark gav upphov till gatunamnet Noe Arcks grenden (1644) och Noe Arcks gatan (1647) som var äldre namn för Repslagargatan. Det innebär att krogen Noe ark tillkom kort efter gaturegleringen som fastställde kvarterets slutgiltiga form. Gatunamnet Noe Arksgränden återupplivades 1981. Den ligger söder om fastigheten Nederland 20 där den ersatte den tidigare Bangårdsgatan.